# Villa Heineken
Villa Heineken is een villa staande op de hoek van de straat Tweede Weteringplantsoen en de Nicolaas Witsenkade, Amsterdam-Centrum. De voormalige woning kijkt uit op het parkje Tweede Weteringplantsoen en de Singelgracht, waar aan de overzijde de voormalige Brouwerij Heineken staat.
De villa staat op huisnummer Tweede Weteringplantsoen 21; het laatste gebouw aan die straat. Het is gebouwd in opdracht van Gerard Adriaan Heineken van de bierbrouwerij. Lang kon de opdrachtgever er niet van genieten; hij overleed in 1893. Dolf van Gendt ontwierp het pand rond 1891 in een eclectische bouwstijl. Het gebouw kent een mengeling van bouwstijlen zoals vakwerk, neogotiek (spitsen) en neorenaissance (speklagen). Alleen al het dak bestaat uit drie typen, zadel-, tent- en schilddak. De toegang is voorzien van een niet oorspronkelijke luifel, doch de smeedijzeren luifelhouders zijn wel origineel, ook een deel van de terreinafscheiding in dezelfde stijl is nog origineel. De segmentbogen boven de ramen zijn opgevuld met tegeltableaus met bloemmotief. Rechtsboven van de voorsprong waarin de toegang verwerkt is zijn twee grotere tegeltableaus te zien, verwijzend naar de handel en graanteelt. De klassieke villa wordt aan beide zijden geflankeerd door laat-20e-eeuwse bebouwing, die enigszins aangepast lijkt te zijn aan deze villa door verwerking van natuursteen. Villa Heineken is sinds oktober 2005 rijksmonument.
Op 9 november 1983 werden Freddy Heineken en zijn chauffeur Ab Doderer voor de deur van de Villa Heineken ontvoerd.

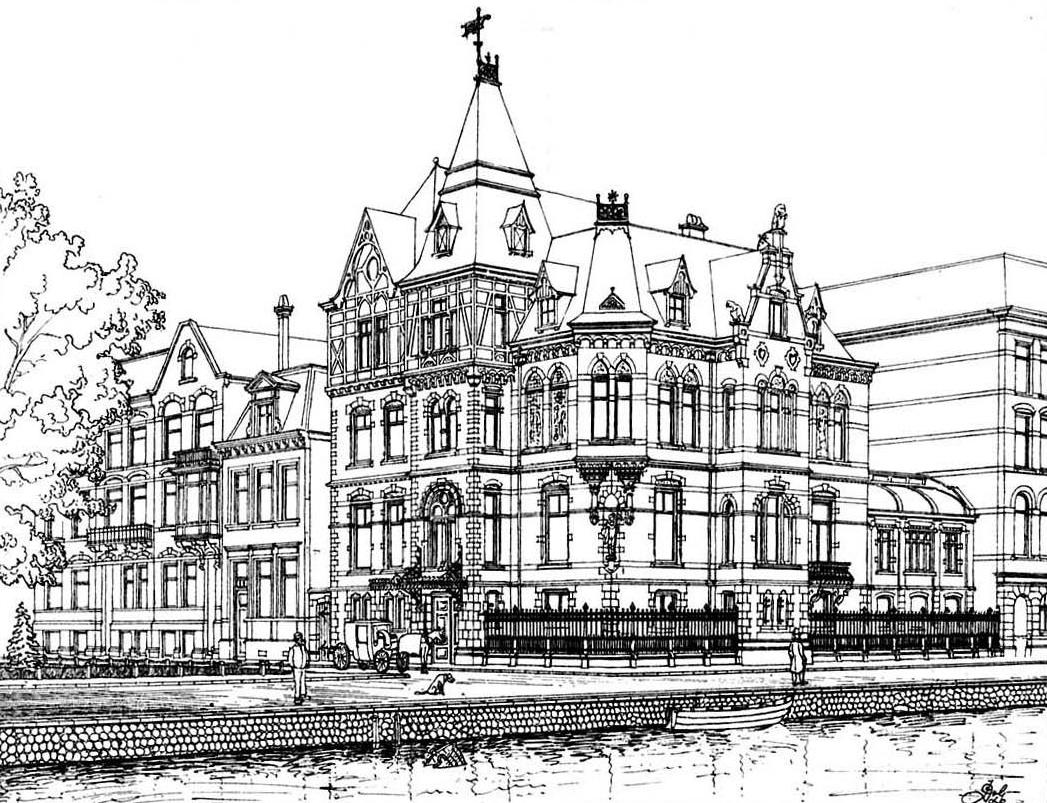
Villa Heineken 1891; de bebouwing links en rechts is in de 20e eeuw vervangen door nieuwbouw

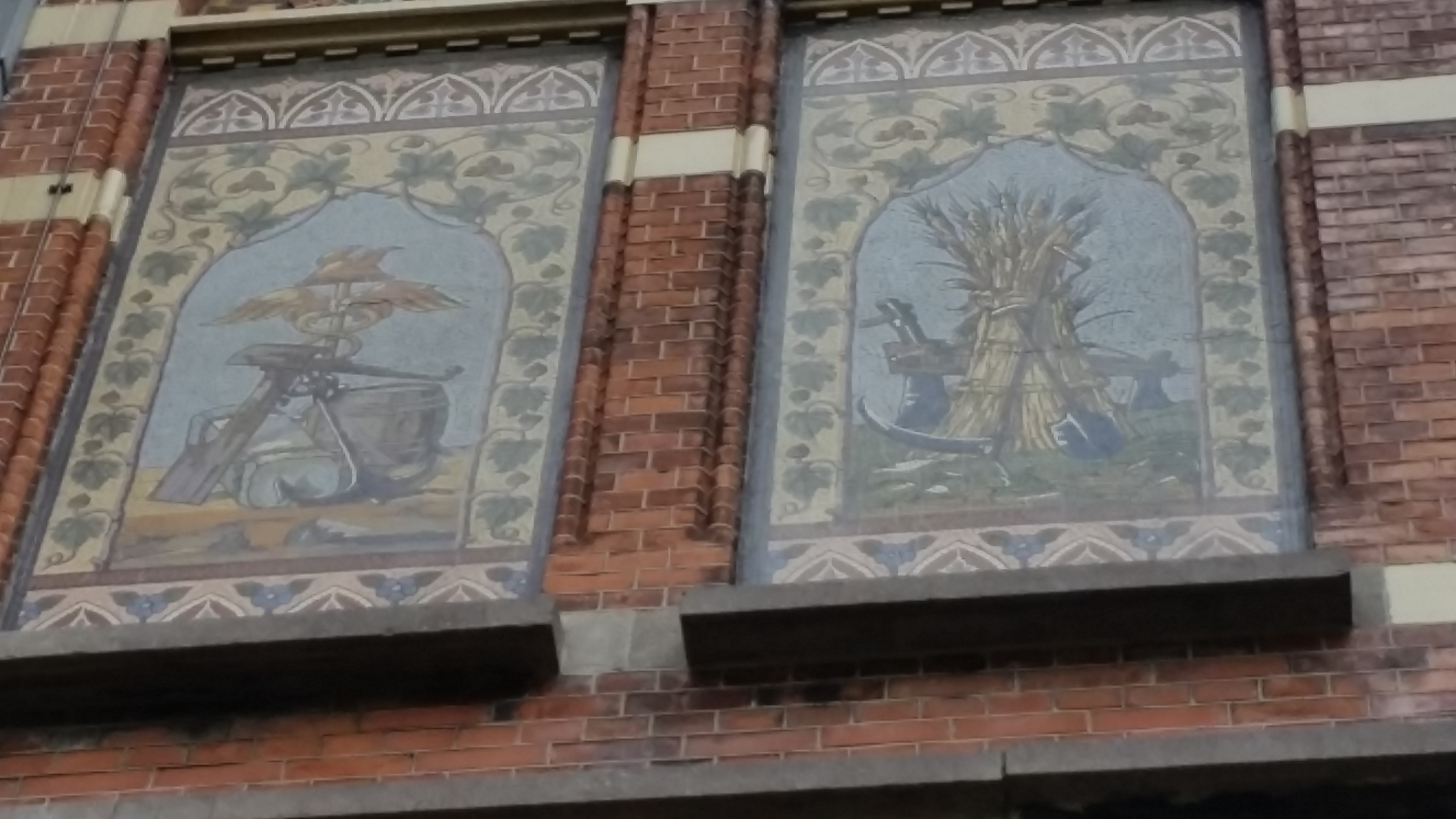
Twee tegeltableaus (november 2019)